# Rafael Balseiro Dávila
Rafael Balseiro Dávila (Vega Baja, Puerto Rico, 24 de setembre de 1867 - San Juan, 22 d'octubre de 1929) fou un pianista i compositor porto-riqueny. Pianista eminent i melodista de vena fecunda, arreu d'Amèrica era popular per les seves obres. Fou premiat per les seves composicions El Niágara, Las mariposas i Puerto Rico, valsos de concert; la marxa festiva El antifaz rojo i la dansa nativa Una perla.